# 小芙蓉
小芙蓉（学名：Munronia heterotricha）为楝科地黄连属下的一个种。

## 扩展阅读
- 維基物種上的相關：小芙蓉